# Svenskar i Brasilien
Svenskar i Brasilien eller brasiliensvenskar (portugisiska: suecos-brasileiros) är personer med svenskt ursprung eller svenskt medborgarskap bosatta i Brasilien. Många av de svenskar som emigrerade till Brasilien bosatte sig i Rio Grande do Sul.
Den förste dokumenterade svensken att besöka Brasilien var Daniel Solander, år 1768. Den svenska invandringen till Brasilien kom igång under andra halvan av 1800-talet, och fortsatte in på tidigt 1900-talet.